# Shane Burgos
Shane Burgos (El Bronx, Nueva York; 19 de marzo de 1991) es un artista marcial mixto profesional estadounidense que actualmente compite en la división de peso pluma de la Ultimate Fighting Championship (UFC). Desde el 14 de junio de 2021, es el número 14 en la clasificación de peso pluma de la UFC.

## Carrera en artes marciales mixtas

### Carrera temprana
Burgos comenzó su carrera de MMA amateur en 2010. Antes de convertirse en profesional en 2013, obtuvo un récord amateur de 6-0 con un Sin Resultado. Shane actualmente lucha fuera de la escuela de Artes Marciales Mixtas Tiger Schulmanns en New Windsor, Nueva York, donde es un Instructor, dirigido por el Sensei José Montes.
Burgos hizo su debut profesional en MMA en julio de 2013. Durante los siguientes dos años y medio, Burgos acumuló un récord de 7 victorias y ninguna derrota; todas sus victorias llegaron antes del final de los 15 minutos reglamentarios de las combates.

### Ultimate Fighting Championship
Burgos hizo su debut en la promoción el 9 de diciembre de 2016 en UFC Fight Night: Lewis vs. Abdurakhimov contra Tiago Trator. Ganó el combate por decisión unánime.
El siguiente combate de Burgos fue en UFC 210 contra Charles Rosa. Ganó el combate por TKO en el tercer asalto. Este combate le valió el premio a la Pelea de la Noche.
Luego se enfrentó a Godofredo Pepey el 22 de julio de 2017 en UFC on Fox: Weidman vs. Gastelum. Ganó el combate por decisión unánime.
El 20 de enero de 2018 en UFC 220, Burgos luchó contra Calvin Kattar. Perdió el combate por TKO en el tercer asalto. Este combate le valió el premio a la Pelea de la Noche.
Burgos se enfrentó a Kurt Holobaugh el 3 de noviembre de 2018 en UFC 230. Ganó el combate por sumisión en el primer asalto.
Burgos se enfrentó a Cub Swanson el 4 de mayo de 2019 en UFC Fight Night: Iaquinta vs. Cowboy. Ganó el combate por decisión dividida.
El siguiente y último combate de Burgos de su contrato vigente fue con Makwan Amirkhani el 2 de noviembre de 2019 en UFC 244. Ganó el combate por TKO en el tercer asalto.
El 29 de marzo de 2020, surgió la noticia de que, después de recibir ofertas de varias organizaciones, Burgos firmó un nuevo contrato de cuatro combates con la UFC.
Burgos se enfrentó a Josh Emmett el 20 de junio de 2020 en UFC on ESPN: Blaydes vs. Volkov. Perdió el combate por decisión unánime. Este combate le valió el premio a la Pelea de la Noche.
Se esperaba que Burgos se enfrentara a Hakeem Dawodu el 24 de enero de 2021 en UFC 257. Sin embargo, Dawodu se vio obligado a retirarse del combate, citando una lesión en el hombro. A su vez, Burgos fue retirado de la cartelera también.
Burgos se enfrentó a Edson Barboza el 15 de mayo de 2021 en UFC 262. Perdió el combate por nocaut en el tercer asalto. Este combate le valió el premio a la Pelea de la Noche.
Burgos se enfrentó a Billy Quarantillo el 6 de noviembre de 2021 en UFC 268. Ganó el combate por decisión unánime.
Burgos se enfrentó a Charles Jourdain el 16 de julio de 2022 en UFC on ABC: Ortega vs. Rodríguez. Ganó el combate por decisión mayoritaria.

### Professional Fighting League
El 15 de agosto de 2022 se anunció que Burgos firmaba con la compañía PFL.

## Campeonatos y logros
- Ultimate Fighting Championship
  - Pelea de la Noche (cuatro veces)  vs. Charles Rosa, Calvin Kattar, Josh Emmett y Edson Barboza.[7][12][22][27]

## Récord en artes marciales mixtas
| Récord profesional | Récord profesional | Récord profesional |
| 21 peleas          | 16 victorias       | 5 derrotas         |
| ------------------ | ------------------ | ------------------ |
| Nocaut             | 5                  | 2                  |
| Sumisión           | 5                  | 0                  |
| Decisión           | 6                  | 3                  |

| Resultado | Récord | Oponente          | Método                                     | Evento                                  | Fecha                    | Ronda | Tiempo | Localización                | Notas              |
| --------- | ------ | ----------------- | ------------------------------------------ | --------------------------------------- | ------------------------ | ----- | ------ | --------------------------- | ------------------ |
| Victoria  | 15-3   | Charles Jourdain  | Decisión (mayoritaria)                     | UFC on ABC: Ortega vs. Rodríguez        | 16 de julio de 2022      | 3     | 5:00   | Elmontt,Nueva York          |                    |
| Victoria  | 14-3   | Billy Quarantillo | Decisión (unánime)                         | UFC 268                                 | 6 de noviembre de 2021   | 3     | 5:00   | Nueva York                  |                    |
| Derrota   | 13-3   | Edson Barboza     | KO (puñetazos)                             | UFC 262                                 | 15 de mayo de 2021       | 3     | 1:16   | Houston, Texas              | Pelea de la Noche. |
| Derrota   | 13-2   | Josh Emmett       | Decisión (unánime)                         | UFC on ESPN: Blaydes vs. Volkov         | 20 de junio de 2020      | 3     | 5:00   | Las Vegas, Nevada           | Pelea de la Noche. |
| Victoria  | 13-1   | Makwan Amirkhani  | TKO (puñetazos)                            | UFC 244                                 | 2 de noviembre de 2019   | 3     | 4:32   | Nueva York                  |                    |
| Victoria  | 12-1   | Cub Swanson       | Decisión (dividida)                        | UFC Fight Night: Iaquinta vs. Cowboy    | 4 de mayo de 2019        | 3     | 5:00   | Ottawa, Ontario             |                    |
| Victoria  | 11-1   | Kurt Holobaugh    | Sumisión (barra de brazo)                  | UFC 230                                 | 3 de noviembre de 2018   | 1     | 2:11   | Nueva York                  |                    |
| Derrota   | 10-1   | Calvin Kattar     | TKO (puñetazos)                            | UFC 220                                 | 20 de enero de 2018      | 3     | 0:32   | Boston, Massachusetts       | Pelea de la Noche. |
| Victoria  | 10-0   | Godofredo Pepey   | Decisión (unánime)                         | UFC on Fox: Weidman vs. Gastelum        | 22 de julio de 2017      | 3     | 5:00   | Uniondale, Nueva York       |                    |
| Victoria  | 9-0    | Charles Rosa      | TKO (puñetazos)                            | UFC 210                                 | 8 de abril de 2017       | 3     | 1:59   | Búfalo, Nueva York          | Pelea de la Noche. |
| Victoria  | 8-0    | Tiago Trator      | Decisión (unánime)                         | UFC Fight Night: Lewis vs. Abdurakhimov | 9 de diciembre de 2016   | 3     | 5:00   | Albany, Nueva York          |                    |
| Victoria  | 7-0    | Jacob Bohn        | KO (puñetazo)                              | CFFC 56                                 | 27 de febrero de 2016    | 1     | 4:52   | Filadelfia, Pensilvania     |                    |
| Victoria  | 6-0    | Terrell Hobbs     | TKO (puñetazos)                            | CFFC 45                                 | 7 de febrero de 2015     | 1     | 4:03   | Atlantic City, Nueva Jersey |                    |
| Victoria  | 5-0    | Bill Algeo        | Sumisión (estrangulamiento por detrás)     | CFFC 42                                 | 25 de octubre de 2014    | 2     | 2:35   | Chester, Pensilvania        |                    |
| Victoria  | 4-0    | Donald Ooton      | Sumisión (estrangulamiento por guillotina) | CFFC 35                                 | 26 de abril de 2014      | 1     | 3:10   | Atlantic City, Nueva Jersey |                    |
| Victoria  | 3-0    | Myron Baker       | Sumisión (estrangulamiento por detrás)     | CFFC 31                                 | 8 de febrero de 2014     | 2     | 2:12   | Atlantic City, Nueva Jersey |                    |
| Victoria  | 2-0    | Ashure Elbanna    | TKO (puñetazos)                            | Ring of Combat 46                       | 20 de septiembre de 2013 | 1     | 2:16   | Atlantic City, Nueva Jersey |                    |
| Victoria  | 1-0    | Ratioender Melo   | Sumisión (estrangulamiento por detrás)     | Xtreme Caged Combat: Vendetta           | 26 de julio de 2013      | 1     | 2:14   | Filadelfia, Pensilvania     |                    |